# Рейнольдс, Брюс
Брюс Рейнольдс (англ. Bruce Reynolds) — английский преступник, организатор Великого ограбления поезда в 1963 году — крупнейшего ограбления в истории Великобритании на тот момент.

## Биография
Брюс Ричард Рейнольдс родился в Лондоне в семье Томаса Ричарда, профсоюзного активиста, и Дороти Маргарет, медсестры. Когда Брюсу было четыре года, его мать умерла, а отец женился снова. С мачехой и отцом Брюс не ужился и предпочитал жить то у одной, то у другой бабушки. В 14 лет Брюс бросил школу, и хотел поступить на Королевский флот, но провалил медкомиссию из-за плохого зрения. Решив стать иностранным корреспондентом, Рейнольдс устроился посыльным в газету Daily Mail, а потом работал в бухгалтерии. К 17 годам Рейнольдс устал от рутины, перепробовал еще несколько работ, в числе которых была должность посыльного в Claud Butler — компании по продаже велосипедов. Там Рейнольдс стал членом полупрофессиональной команды велосипедистов и тогда же связался с криминалом.
Начав с мелких правонарушений, Рейнольдс немедленно угодил в тюрьму для несовершеннолетних. Неоднократно сбегая из-под стражи, Рейнольдс возвращался к преступной деятельности, но опять попадался. В 1952 году Рейнольдс был приговорен к трехлетнему сроку за проникновение в чужой дом. Выйдя из тюрьмы, он перешёл к ограблениям больших домов в сельской местности. За избиение и ограбление букмекера на улице Рейнольдс получил три с половиной года и, выйдя в 1960 году, стал специализироваться на краже антиквариата, состоя в банде Гарри Бута и Джона Дэйли. Банда, назвавшая себя «Наполеон», в 1962 году ограбила инкассаторский фургон на 62 тысячи фунтов стерлингов в аэропорту Хитроу.
В 1963 году Рейнольдс с бандой из 15 человек организовал ограбление, ставшее известным как Великое ограбление поезда. После ограбления Рейнольдс шесть месяцев скрывался в ожидании фальшивого паспорта, а позже, запутанным путём, под именем «Кит Клемент Миллер» добрался до Мехико, откуда уехал в Акапулько. Потом туда приехали его жена Фрэнсис под именем Анжела и сын Ник, а к концу 1964 года к ним присоединились сообщники Рейнольдса — Бастер Эдвардс и Чарли Уилсон. В дальнейшем Рейнольдс с семьёй переехал в Канаду, где какое-то время жил до тех пор, пока не уехал во Францию.
Узнав, что в Лондоне планируется большое ограбление, Рейнольдс, уже истративший большую часть награбленного ранее, перебрался с семьёй в Лондон под именем «Кит Хиллер». При попытке связаться с бывшими сообщниками Рейнольдс попал в поле зрения полиции, которая вела слежку за некоторыми из них, и был арестован 9 ноября 1968 года. Заключив сделку со следствием, Рейнольдс признал свою вину в Великом ограблении в обмен на отказ правоохранительных органов преследовать его семью, и был приговорён к 25 годам тюрьмы. Все участники Великого ограбления содержались в тюрьме максимально высокого уровня безопасности.
В 1978 году Рейнольдс вышел на свободу и вернулся к криминальной деятельности в качестве перевозчика и торговца наркотиками, а также занялся отмыванием денег. В 1980-х он был арестован за торговлю амфетаминами и приговорён к трем годам тюрьмы. К моменту, когда Рейнольдс вышел на свободу в очередной раз, публичный интерес к его персоне возрос из-за ключевой роли в планировании Великого ограбления. Рейнолдс выступил консультантом для фильма «Бастер», где его сыграл актёр Ларри Лэмб, а в 1995 году выпустил автобиографическую книгу «Автобиография вора: Человек, стоящий за Великим ограблением поезда». В книге Рейнольдс сетовал, что из-за Великого ограбления никто не хотел его нанимать на работу, как на законную, так и на противозаконную.
Лишившись значительной части добытых преступных путём средств из-за конфискации или адвокатских счетов, с 1990-х Рейнольдс жил на пособие из трастового фонда, который создала его жена, скончавшаяся до него. 28 февраля 2013 года Рейнольдс умер в возрасте 81 года. На момент смерти Рейнольдс работал над книгой «Великое ограбление поезда: 50-я годовщина (1963—2013)», которая была опубликована позже.